# 新保拓人
新保 拓人（しんぽたくと、Takuto Shimpo、1989年 - ）は、日本の映像作家・ミュージックビデオ監督。SEP所属。

## 人物
1989年生まれ。元々は音楽を作っていたが同志社大学在学中にPSGのライブを見たこと、映像チームと出会ったことにより映像を志し、2013年大学卒業後、SEPに所属。アシスタントを経て、2017年からディレクターとして活動。
MTV Video Music Awards Japan 2020において、Official髭男dism「I LOVE...」のミュージックビデオが「最優秀邦楽グループビデオ賞」を受賞。
「SPACE SHOWER TV 30TH ANNIVERSARY SPACE SHOWER MUSIC AWARDS 2021」においてBEST VIDEO DIRECTORに選ばれた。

## 主な作品
- AI「Not So Different Remix」[5]
- あいみょん「どうせ死ぬなら」
- AKLO「DIRTY WORK (REMIX) feat. ANARCHY」[6]
- ANARCHY & BADSAIKUSH「ANGELA feat. 舐達麻」[7]
- ［Alexandros］「月色ホライズン」[8]「あまりにも素敵な夜だから」[9]
- iri「Wonderland」[10]
- 韻シスト「Just like this」
- w-inds.「DoU」
- 宇宙人 (Cosmos People)「PARALLEL BLUE」
- Awich「Open It Up（Prod. Baauer）」[11]「Poison ft. NENE（Prod. Chaki Zulu）」「First Light（Prod. Chaki Zulu）」[12]「“UNITY” Japan for Black Lives Matter」[13]
- XLARGE×HAJIME SORAYAMA COLLECTION & MONYPETZJNKMN「ZUTTO」
- lol「run&go」「work it out」
- elfin'「貪欲スナイパー」
- the engy「Still there?」[14]
- Awesome City Club「アンビバレンス」[15]
- 尾崎裕哉「ハリアッ!! feat.SKY-HI & KERENMI (Smooth Drive Ver.)」[16]
- ONIGAWARA「夏フェスなんて大嫌い!!なんちゃって」[17]「東京SUKI・SUKIストリート」
- Official髭男dism「Stand By You」「FIRE GROUND」「Pretender」「宿命」「I LOVE...」「パラボラ」「Laughter」[18]「Universe」[19]「Cry Baby」[20]「アポトーシス」「ペンディング・マシーン」「Anarchy」「ミックスナッツ」「Subtitle」[21]「ホワイトノイズ」「TATTOO」「Chessboard」[22]「50%」[23]
- KAHOH「ONLY SEVENTEEN」[24]
- COLOR CREATION「Summer Love」「CANVAS」[25]
- 仮谷せいら「Cover Girl」
- きのこ帝国「金木犀の夜」[26]
- Q'ulle「One Way Dream」
- King & Prince「Magic Touch」｢ichiban｣
- Kvi Baba「Feel the Moon」[27]「A Bright feat. SALU」[28]
- 久保ユリカ「VIVID VIVID」
- クリープハイプ「モノマネ」[29]「愛のネタバレ」
- CLIFF EDGE「雨ニモマケズ 風ニモマケズ ～Mr.200%～」
- Grace Aimi「Eternal Sunshine」[30]
- Kroi「HORN」[31]「Page」[32]「risk」[33]「shift command」[34]「Balmy Life」[35]「Small World」[36]
- the quiet room「Number」
- ゲスの極み乙女。「マルカ」
- CHEMISTRY「もしも」[37]
- KERENMI「ROOFTOPS feat.藤原聡（Official髭男dism）」[38]「103 feat. motoki ohmori」[39]
- Ghost like girlfriend「煙と唾」
- コブクロ「卒業」[40]
- 崎山つばさ「Crescent Moon」[41]
- 佐々木李子「Recollections」
- Suck a Stew Dry「GOEMON」
- GeG「I Gotta Go feat. Kojikoji, WILYWNKA & Hiplin」[42]
- 清水翔太「Breath Again」
- Stellamaris「Secret Dream」
- STUTS、BIM、RYO-Z「マジックアワー」[43]
- STUTS「Seasons Pass」
- sumika「ハイヤーグラウンド」[44]
- ZORN「No Pain No Gain feat. ANARCHY」[45]
- Taeyoung Boy「YOUNG」
- Tiara「あなたと巡る季節の中で」
- 東京女子流「kissはあげない」[46]
- TOKYO HEALTH CLUB「HなGAL feat.Kick a Show」[47]
- Number_i「BON」「INZM」「GOD_i」
- NENE「慈愛」[48]
- VaVa「93' Syndrome」
- BAD HOP「Kawasaki Drift」
- BBHF「なにもしらない」
- VIGORMAN「SOLIPSISM」[49]「頭悪い天才 feat.BASI」[50]
- 一青窈「七変化」
- FAKY「ダーリン」「Choco Fudge」
- FUKI「TWO the PARADISE feat. PES (RIP SLYME)」
- flumpool「ちいさな日々」
- PEDRO「浪漫」[51]
- 変態紳士クラブ「好きにやる」「DOWN」[52]
- 堀込泰行「Sunday in the park + STUTS」[53]
- ミライスカート「千年少女 ～Tin Ton de Schon～」
- milet「Wake Me Up」「Hey Song」「hanataba」
- May'n「天使よ故郷を聞け」[54]
- MONYPETZJNKMN feat. Awich (Prod. Chaki Zulu)「WHOUARE」
- 山下智久「Reason」
- yukaDD(;´∀`)「Carry On」
- yonawo「矜羯羅がる」[55]
- RAU DEF「FREEZE!!! feat.Sugbabe」「STARZ feat. PUNPEE」
- リーマンマイク feat.今井華「渋谷合コン歌～#すっごいよっ一体感～」
- 緑黄色社会「僕らはいきものだから」[56]
- Rude-α「Boy Meets Girl」
- Leon Fanourakis「I don’t give a fxxk (Prod. JAM)」
- ロッカジャポニカ「最the高」[57]
- ONEPIXCEL「DO IT ,DO IT」

### その他
- Kroi「3rd EP 『STRUCTURE DECK』Release Tour "DUEL”」LIVEWIRE公演演出[58]
- JABBA DA FOOTBALL CLUB「シングル「新世界」初回限定盤DVD「JABBA DA FOOTBALL CLUB ONE MAN TOUR "Oh? Then, Where is Cheese"」ファイナル公演」[59]
- BAD HOPドキュメンタリー映像「Beat X Beat」[60]
- Pioneer DJ 「SP-16」 PRムービー
- Official髭男dism「ONLINE LIVE 2020 - Arena Travelers -」（石土浩子との共同監督）
- 黄帝心仙人「DANCE DANCE ASIA - Crossing the Movements 東京公演2018 SPOT」
- Pioneer DJ WEB MOVIE
- DJ rekordbox lighting Performance video
- GREENROOM FESTIVAL'18 SPOT
- 一青窈スペースシャワーTV LIVE SPECIAL「一青窈 Tour 2017～御目見得饗宴～」
- スマ用心〜油断大敵、スマホに潜む危険〜Yahoo!スマホセキュリティ
- 竹芝夏ふぇす2017 記録映像・マッピング映像
- Little Honeyps 店頭映像
- EYESCREAM WEB TEASER MOVIE
- 芹澤優「Yu Serizawa Birthday Live〜Present Box〜 Zepp DiverCity」LIVE収録
- シナリオアート「エポックパレード」初回生産限定盤DVD『Scenario Sessions #2 -Studio Live-』
- ASIAN KUNG-FU GENERATION「ブラッドサーキュレーター」 NARUTO -ナルト- 疾風伝 SPOT
- あゆみくりかまきアルバム「あゆみくりかまきがやって来る！クマァ！クマァ！クマァ！」特典映像 STUDIO SESSION
- DDJ-SB2 feat Lick-G&LEON a.k.a.獅子&焚巻&崇勲
- Charisma.com OLest リリースワンマンツアー 2015「No more ZANGYO！！」
- banvox.Pioneer DJ Pioneer Web Movie「XDJ-RX × banvox」
- tofubeats「Pioneer DJ XDJ-1000 feat. tofubeats」Web Movie + Teaser

## 出演
- スペースシャワーTV「LIVEWIRE PUNPEE “Sofa Makingdomcome”」[61]